# معركة سجن أريحا
معركة سجن أريحا وتعرف إسرائيليًا باسم عملية جلب البضائع للمنزل (بالعبرية: מבצע הבאת ביכורים‏) هي عملية قامت بها قوات الاحتلال الإسرائيلي ضد سجن أريحا الذي كان يوجد فيه أحمد سعدات ومغتالوا رحبعام زئيفي (مجدي الريماوي وباسل الأسمر وحمدي قرعان وعاهد أبوغلمة قائد الجناح العسكري للجبهة الشعبية) إضافة إلى فؤاد الشوبكي المسؤول المالي لحركة فتح والمسؤول عن شراء سفين الأسلحة «كارين A» بتاريخ 14\3\2006.

## ميزان القوى
من ناحية قوات الشرطة الفلسطينية: كان يوجد 250 عنصر مسلحين ببنادق كلاشنكوف ومسدسات. أما الجيش الإسرائيلي حشد: 1000 جندي إسرائيلي معهم 200 دبابة و40 جرافة D9 و4 مروحيات أباتشي.

## الأحداث
قامت قوات الاحتلال الإسرائيلي باقتحام سجن مدينة أريحا الذي كان يوجد فيه أحمد سعدات وومغتالوا زئيفي فوقعت اشتباكات بين قوات الشرطة الفلسطينية وقوات الاحتلال الإسرائيلي ومن ثم تم محاصرة الشرطة الفلسطينية في داخل السجن ودام الحصار 12 ساعة ومن ثم قامت الدبابات الإسرائيلية بقصف السجن وهدم جزء كبير منه ولم يبقى من السجن سوى غرفتان مما أدى إلى خروج الشرطة الفلسطينية ودخلت قوات الاحتلال السجن واعتقلت أحمد سعدات وقتلة زئيفي واعتقلت عناصر كثيرة من الشرطة الفلسطينية وهدمت الغرفتان المتبقيتان من السجن. خسائر الفلسطينيين كانت إستشهاد 2 و جرح 28، من ناحية الإسرائيليين لم تسجل أي خسائر أو إصابات في الأرواح.